# Paisley (disegno)

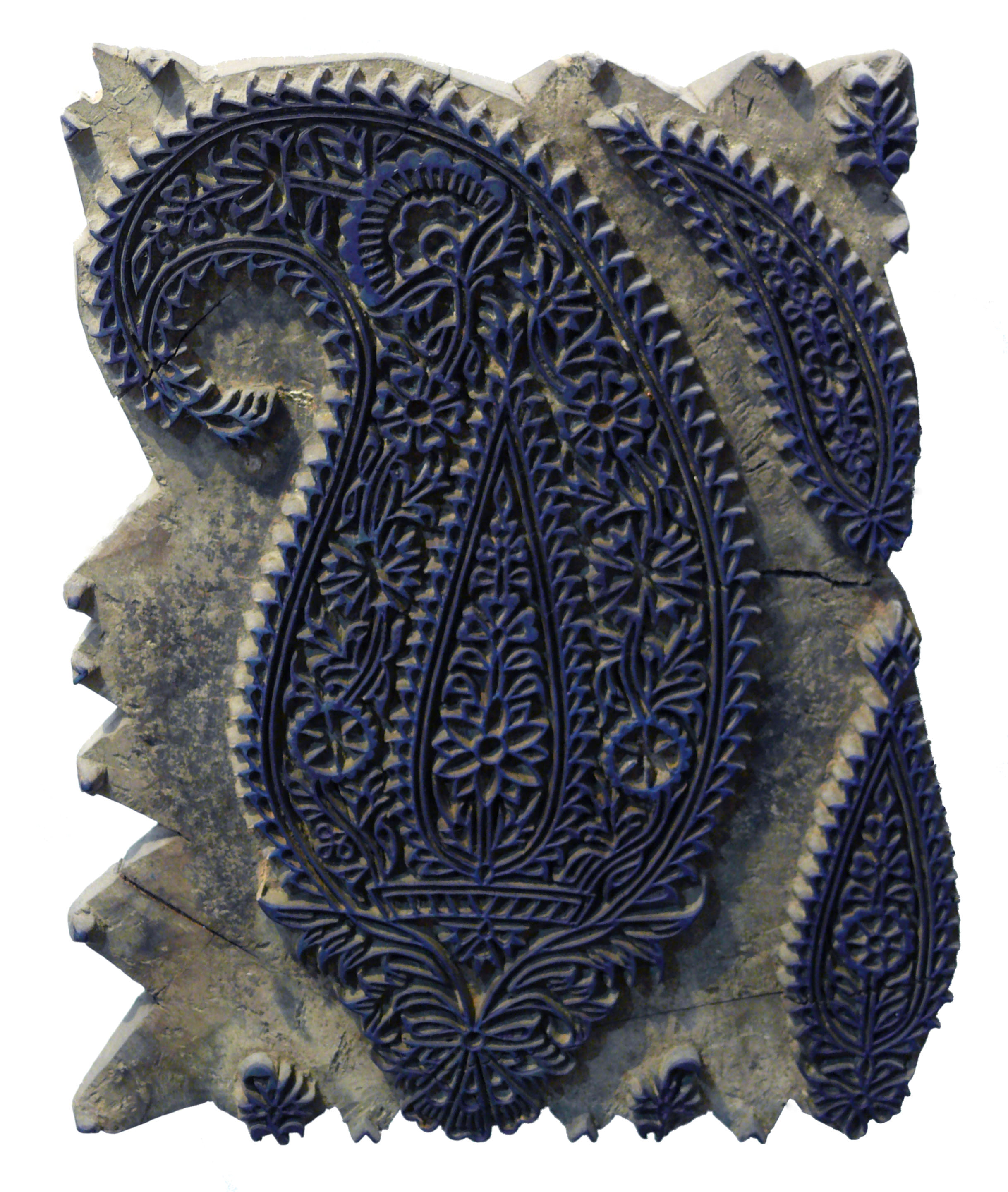
Paisley di origine iraniana

Il Paisley è un disegno ottenuto raffigurando il boteh o buta, un motivo vegetale a forma di goccia, di origine persiana. In Italia è denominato disegno o motivo cashmere. 
Tali disegni sono divenuti molto popolari in Occidente nel XVIII e XIX secolo, a seguito delle importazioni provenienti dall'India britannica, in particolare riprodotti sugli scialli del Kashmir, e poi imitati localmente. Dopo un periodo di iato, sono tornati popolari negli anni '60 per la loro similitudine con i pattern psichedelici, tipici della cultura LSD.
Le origini hanno radice in India, dove il paisley è conosciuto come ambi, che in lingua punjabi significa "mango".
In Iran il motivo, noto come Boteh Jegheh, è stato utilizzato sin dalla dinastia sasanide.